# おしゃれ番長
「おしゃれ番長 feat.ソイソース」（おしゃればんちょう フィーチャリング ソイソース）は、日本のミクスチャーバンド、ORANGE RANGEの楽曲である。2008年11月12日にgr8! recordsから20枚目のシングルとして発売された。
「おしゃれ番長 feat.ソイソース」は、江崎グリコ「ポッキーチョコレート」CMソングとして使用された。

## 解説
前作『O2』以来、半年ぶりとなるシングル。シングルの発売に先駆け、9月30日から着うたの先行配信が開始された。
初回限定盤と通常盤の2形態での発売で、初回限定盤にはPVが収録されたDVDが付属。PVには忽那汐里、芋洗坂係長、勝俣州和が出演。
YAMATOのクレジット枠は「チップイン番長」、NAOTOのショッピング枠は｢programming, other instruments, g, b, dr｣である。
2011年にステレオポニーによってカバーされた。なでしこジャパンの川澄奈穂美の応援ソングとなっており、歌詞が一部変更されている。

## 収録曲
| 全作詞・作曲: ORANGE RANGE。 |                                                                            |              |              |      |
| #                            | タイトル                                                                   | 作詞         | 作曲・編曲   | 時間 |
| 1.                           | 「おしゃれ番長 feat.ソイソース」                                           | ORANGE RANGE | ORANGE RANGE | 3:08 |
| 2.                           | 「reason」                                                                 | ORANGE RANGE | ORANGE RANGE | 3:01 |
| 3.                           | 「Beat it 〜from PANIC FANCY〜 DEXPISTOLS Remix」(リミックス : DEXPISTOLS) | ORANGE RANGE | ORANGE RANGE | 3:58 |
| 合計時間:                    | 合計時間:                                                                  | 10:07        |              |      |

| #  | タイトル                                                    | 作詞 | 作曲・編曲 |
| -- | ----------------------------------------------------------- | ---- | ---------- |
| 1. | 「おしゃれ番長 feat.ソイソース（メンバー編）」(Music Video) |      |            |